# Петренко Володимир Леонідович
Петренко Володимир Леонідович (нар. 16 вересня 1944 — пом. 6 березня 2007) — науковець вищої школи України, кандидат технічних наук, доцент. Керівник дослідницької групи експертів від України в проекті «Порівняльні дослідження освітніх стандартів вищої освіти країн СНД» у 2001—2007рр. 
Автор алгоритмів: започаткування та впровадження національної системи стандартів вищої освіти в дусі євроінтеграції та на діяльнісній основі (як передумови компететнісної) з врахуванням вітчизняного досвіду професійної підготовки; відповідних принципів і критеріїв формування переліку напрямів і спеціальностей; термінологічної бази та змістових положень першого Закону України «Про вищу освіту» 2002р. Голова науково-методичної комісії з специфічних категорій підготовки (1998—2007рр.) Науково-методичної ради Міністерства освіти і науки України (далі— МОН України)[1].

## Біографія
Після закінчення в 1968р. Київського інституту інженерів цивільної авіації (КІІЦА) пройшов шлях від інженера лабораторії аеродинамічних досліджень до доцента кафедри аеромеханіки та динаміки польотів літальних апаратів в КІІЦА (1968—1994рр.) беручи активну участь в її науковій діяльності з теоретичних і експериментальних досліджень методів активного зменшення статичного заряду літальних апаратів при польоті в зонах інтенсивного зарядження (у хмарах, опадах у вигляді дощу, снігу та ін.). Як нейтралізатори статичного заряду літака були розроблені електро-гідродинамічні генератори заряджених аерозольних часток та важких іонів. Значний інтерес представляли теоретичні й експериментальні дослідження прямого електрогідродинамічного перетворення енергії. Уперше було розглянуто таке перетворення енергії у швидкість зарядженого повітря при змінній і знакозмінній напругах, а також започатковані експериментальні дослідження, що доводили можливість здійснення даного виду перетворення. Створювались надійні прилади, що характеризували режим польоту, розроблялись методи зменшення статичного заряду, захисту засклення кабіни екіпажа від дощу та розробка пристроїв протиобледеніння[2].
В 1977р. в КІІЦА захистив дисертацію на науковий ступінь кандидата технічних наук за темою «Исследование характеристик электрогазодинамических струй и зарядных устройств ЭГД ионизаторов»[3].
У 1994—1996рр. був заступником директора з навчально-методичної роботи Українського державного навчально-сертифікаційного центру Цивільної авіації, де брав безпосередню участь у становленні системи сертифікації авіаційного персоналу України, що призвело його до системних досліджень у сфері стандартизації вищої освіти як запоруки гарантованої якості професійної підготовки випускників навчальних закладів.
З 1996р. здійснював наукову та науково-організаційну діяльність на керівних посадах спочатку у Науково-методичному центрі вищої освіти МОН України і потім у його правонаступнику Інституті інноваційних технологій і змісту освіти МОН України, а саме: завідувачем відділу вищих навчальних закладів (ВНЗ) III—IV рівня акредитації (1996—1999рр.); завідувачем сектору прогнозування розвитку навчально-методичної роботи та нормативно-правового забезпечення організаційно-методичного сектора (1999—2001рр.); начальником відділу стандартизації та моніторингу якості вищої освіти (2001—2007рр.).
Особливі заслуги В.Л.Петренка як науковця полягають в тому, що він безпосередньо брав провідну участь у розробленні та реалізації фундаторських національних проектів та положень з формування системи стандартів вищої освіти України, зокрема: проектів першого Закону України «Про вищу освіту» (2002р.) [4], Постанови Кабінету Міністрів України від 24.05.1997р. №507 «Про перелік напрямів та спеціальностей, за якими здійснюється підготовка фахівців у вищих навчальних закладах за відповідними освітньо-кваліфікаційними рівнями» [5], Комплексу нормативних документів до розроблення складових стандартів вищої освіти (1998р.) [6], Змістових частин галузевих стандартів вищої освіти підготовки фахівців освітньо-кваліфікаційних рівнів молодшого спеціаліста та бакалавра щодо гуманітарної, соціально-економічної та екологічної освіти та освіти з безпеки життєдіяльності людини й охорони праці (2002р.) [7].
Чинна в Україні до 2015 р. технологія розроблення складових системи стандартів вищої освіти, яку запропонував і впроваджував в освітню практику В.Л.Петренко, значною мірою кореспондувалась з принципами проектування освітніх стандартів Європейського простору вищої освіти, визначених Болонською декларацією пріоритетними, а саме: гарантована якість вищої освіти, орієнтація на результати навчання і здатність до професійної праці, на мобільність випускників ВНЗ, активний діалог зі сферою праці в підготовці фахівців тощо.
Запропонована Петренко В.Л. Структурно-логічна схема проектування вищої освіти була впроваджена при розробці та в практику покоління галузевих стандартів вищої освіти на діяльнісній основі (як перехідної до компетентнісної) за всіма напрямами підготовки та спеціальностями, використовувалась при ліцензуванні та акредитації навчальних закладів України. Він особисто здійснював керівництво робочими групами МОН України з розробки галузевих стандартів вищої освіти за багатьма спеціальностями підготовки, в тому числі з напряму специфічних категорій підготовки[8-11].
Результати досліджень В.Л.Петренка надруковано в понад 70 наукових працях, у тому числі в 2 монографіях. Публікації В.Л.Петренка, його виступи на науково-методичних та науково-практичних конференціях і семінарах, науково-організаційна діяльність ефективно вплинули на розвиток вищої освіти України, згуртували численне коло однодумців і послідовників серед науково-педагогічної спільноти в напрямі менеджменту і створення умов забезпечення та гарантування якості освіти. Зокрема серед таких є: Дєордіца (Морозова) Таяна-Лідія Юріївна — доктор педагогічних наук, кандидат технічних наук; Левківський Казимир Михайлович — Заслужений працівник освіти України, професор; Мельник Сергій Вікторович — Заслужений економіст України, доцент; Присенко Михайло Олександрович — Заслужений працівник освіти України, доцент; Рач Валентин Анатолійович — Заслужений діяч науки і техніки України, доктор технічних наук, професор; Рева Олексій Миколайович — доктор технічних наук, професор; Салов Володимир Олександрович — кандидат технічних наук, доцент; Шергін Сергій Олександрович — Заслужений працівник освіти України, доктор політичних наук, професор; Шпильовий Василь Дмитрович — лауреат Державної премії України в галузі науки і техніки, кандидат технічних наук, доцент.
В.Л.Петренко працював до останнього. За наслідками швидкоплинної і непередбачуваної тяжкої хвороби закінчив життєвий шлях 6 березня 2007р. у віці 62 роки. Похований у м. Києві на Берковецькому цвинтарі.

## Творчий доробок: окремі праці
- Развитие системы образования в Украине в 1995—2004 годах: Нац. докл. [Текст] / К.М.Левковский, В.Л.Петренко, П.Б.Полянский, М.А.Присенко, М.Ф.Степко, В.В.Супрун; Под ред. С.Н.Николаенка; М-во образования и науки Украины.— К. : Освіта України, 2005.— 88 с. : ил., табл.

http://library.odmu.edu.ua/catalog/39307
http://books.zntu.edu.ua/book_info.pl?id=72145
- Вища освіта в Україні: Навч. посіб. /В.Г.Кремень, С.М.Ніколаєнко, М.Ф.Степко та ін.; За ред. В.Г.Кременя, С.М.Ніколаєнка.— К.: Знання, 2005.— 327 с.– Авт. також: Я.Я.Болюбаш, А.М.Гуржій, М.З.Згуровський, К.М.Левківський, В.Л.Петренко, В.П.Погребняк.

https://lib.iitta.gov.ua/id/eprint/8055/1/%D0%A2%D0%B5%D0%BD%D0%B4%D0%B5%D0%BD%D1%86%D1%96%D1%97%20%D1%80%D0%B5%D1%84%D0%BE%D1%80%D0%BC%D1%83%D0%B2%D0%B0%D0%BD%D0%BD%D1%8F%20%D0%B2%D0%B8%D1%89%D0%BE%D1%97%20%D0%BE%D1%81%D0%B2%D1%96%D1%82%D0%B8.pdf
http://library.odmu.edu.ua/catalog/41823
- Социально-гуманитарные компетенции в контексте Болонского процесса [Текст] / К.М.Левковский, В.Л.Петренко, Н.А.Хмелевский // Высшая школа: проблемы и перспективы— 2004 / В.С.Аванесов [и др.] ; И.В.Котляров.— Минск: РИВШ, 2005.— С. 86-94.— ISBN 985-6741-14-9 УДК 378 378.147

https://library.baa.by/cgi-bin/irbis64r_plus/cgiirbis_64_ft.exe?LNG=&Z21ID=1029U0S305T2E2G516&I21DBN=BSAA_FULLTEXT&P21DBN=BSAA&S21STN=1&S21REF=&S21FMT=fullw_print&C21COM=S&S21CNR=&S21P01=0&S21P02=0&S21LOG=1&S21P03=K=&USES21ALL=1&S21STR=%D0%BF%D0%B5%D0%B4%D0%B0%D0%B3%D0%BE%D0%B3%D0%B8%D1%87%D0%B5%D1%81%D0%BA%D0%B8%D0%B5%20%D1%82%D0%B5%D1%81%D1%82%D1%8B
- Система высшего образования и образовательные стандарты в Украине = The system of higher education and educational standards in the Ukraine: аналит. докл. / [К.М.Левковский, Т.Ю.Морозова, В.Л.Петренко и др.]; М-во образования и науки Рос. Федерации, Федер. агентство по образованию, Упр. междунар. образования и сотрудничества [и др.].— М. : Исслед. центр проблем качества подготовки специалистов, 2006.— 93 с.

http://irbis-nbuv.gov.ua/cgi-bin/irbis_nbuv/cgiirbis_64.exe?P21DBN=EC&I21DBN=EC_PRINT&S21FMT=fullw_print&C21COM=F&Z21MFN=369247
- Левковский К. М., Морозова Т. Ю., Петренко В. Л., Ефименко Е. Г., Гуло В.Л.; МОН РФ, Федер. агентство по образованию [и др.]. - Изд. 2-е, перераб. и доп.. - М. : [б.и.], 2009.. - 116 с.. - (Формирование единого образовательного пространства СНГ) (Сотрудничество в области государств-участников СНГ). - Библиогр.: с. 111-113. - ISBN 978-5-7563-0398-8

Разміщено на сайті   www.rc.edu.ru 
http://cyberleninka.ru/article/n/nekotorye-tendentsii-razvitiya-sistem-vysshego-obrazovaniya-v-stranah-sng
http://irbis-nbuv.gov.ua/cgi-bin/irbis_nbuv/cgiirbis_64.exe?P21DBN=EC&I21DBN=EC_PRINT&S21FMT=fullw_print&C21COM=F&Z21MFN=422370
- Державні стандарти професійної освіти: теорія і методика [Текст]: монографія / С.У.Гончаренко, Н.Г.Ничкало, В.Л.Петренко [та ін.] за ред. Н.Г.Ничкало.— Хмельницький: ТУП, 2002.— 334с. (Вища школа. 2010. №1.)

http://www.irbis-nbuv.gov.ua/publ/REF-0000068486
- Петренко, В. Л. Концептуальні засади реалізації в Україні принципів і завдань Болонського процесу: сумісність та порівнянність систем вищої освіти. // Проблеми освіти [Текст] : науково-методичний збірник. Вип. 34 / М-во освіти і науки України, Науково-методичний центр вищої освіти ; голов. ред. В. Г. Кремень. - Київ : [б. в.], 2003. - 298 с. ; . - С .3-26.

http://www.irbis-nbuv.gov.ua/cgi-bin/irbis_nbuv/cgiirbis_64.exe?Z21ID=&I21DBN=JRN&P21DBN=JRN&S21STN=1&S21REF=10&S21FMT=fullwebr&C21COM=S&S21CNR=20&S21P01=0&S21P02=0&S21P03=I=&S21COLORTERMS=1&S21STR=%D0%9668951$
- Комплекс нормативних документів для розробки складових системи стандартів вищої освіти // Укладач Петренко В. Л. / Додаток 1 до наказу Міносвіти України від 31.07.1998р. №285 «Про порядок розробки складових нормативного та навчально-методичного забезпечення підготовки фахівців з вищою освітою» зі змінами та доповненнями, що введені розпорядженням Міністерства освіти і науки України від 05.03.2001р. №28-р. // Інформаційний вісник «Вища освіта».— 2003.-№10.-82 с.

https://zakon.rada.gov.ua/rada/show/v0285281-98#Text
- Змістові частини галузевих стандартів вищої освіти підготовки фахівців освітньо-кваліфікаційних рівнів молодшого спеціаліста та бакалавра щодо гуманітарної, соціально-економічної та екологічної освіти та освіти з безпеки життєдіяльності людини й охорони праці // Укладач Петренко В. Л. у складі авторів / Інструктивний лист МОН України від 19.06.2002р. №1/9-307 // Інформаційний вісник «Вища освіта».— 2003.- №11.- 55 с.

- Петренко В.Л.Деякі аспекти системного підходу до управління якістю вищої освіти // Управління проектами та розвиток виробництва: Зб. наук. пр. / Укр. асоц. управління проектами, Східноукр. держ. ун-т, Ін т економіки, упр. та госп. права.— Луганськ, 2000.— Вип. 1.— С. 142—149.— Бібліогр. в кінці ст.

- Петренко В.Л.Стандарти вищої освіти у контексті Болонського процесу: історія, сучасний стан, перспективи (До 10-річчя впровадження стандартів вищої освіти в Україні) / В.Л.Петренко.— С.66-107 // Проблеми освіти [Текст]: Наук.-метод. зб. Вип. 45. Болонський процес в Україні. Ч. 1 / Ред кол.: В.Г.Кремень (гол. ред.); М.Ф.Степко, Л.М.Левківський, І.А.Шелест та ін. ; Міністерство освіти і науки України, Науково-методичний центр вищої освіти.— К. : НМЦ ВО, 2005.— 192 с.— ISBN 966-346-126-8

http://lib.ndu.edu.ua/cgi-bin/irbis64r_12/cgiirbis_64.exe?LNG=&Z21ID=&I21DBN=IBIS_PRINT&P21DBN=IBIS&S21STN=1&S21REF=&S21FMT=FULLW_print&C21COM=S&S21CNR=500&S21P01=0&S21P02=0&S21LOG=1&S21P03=K=&S21STR=%D0%86%D0%9D%D0%9D%D0%9E%D0%92%D0%90%D0%A6%D0%86%D1%97
http://lib.ndu.edu.ua/cgi-bin/irbis64r_12/cgiirbis_64.exe?LNG=&P21DBN=IBIS&I21DBN=IBIS_PRINT&S21FMT=fullw_print&C21COM=F&Z21MFN=8051
- Петренко В.Л.Державний стандарт вищої освіти у контексті Болонського процесу [Текст] / В.Л.Петренко // Проблеми освіти. Вип. 46/2005. Болонський процес в Україні. Ч. 2 : науково-методичний збірник / Міністерство освіти і науки України. Науково-методичний центр вищої освіти.— К. : НМЦВО, 2005.— С. 80-117

http://irbis.npu.edu.ua/cgi-bin/irbis64r_plus/cgiirbis_64_ft.exe
http://www.irbis-nbuv.gov.ua/cgi-bin/irbis_nbuv/cgiirbis_64.exe?P21DBN=JRN&I21DBN=JRN_PRINT&S21FMT=fullw_print&C21COM=F&Z21MFN=42708
- Левковский К. М., Петренко В.Л.Концептуальные основы реализации принципов и задач Болонского процесса: совместимость и сравнимость национальных систем образования и труда. Проблемы качества образования. Книга 3. Сравнительные исследования образовательных стандартов высшей школы стран СНГ//Материалы XIV Всероссийского совещания.— М.; Уфа: Исследовательский центр проблем качества подготовки специалистов, Уфимский государственный технический университет, - 2004.

- Петренко В. Л., Сухарников Ю. В., Ударцев Е.П.Моделирование инженерных задач летной эксплуатации воздушных судов на ЭВМ: учебное пособие для вузов гражданской авиации/ Министерство гражданской авиации; Киевский институт инженеров гражданской авиации.— Киев, 1988.— 100 с.

http://www.lib.nau.edu.ua/search/
- Петренко В.Л.Исследование характеристик электрогазодинамических струй и зарядных устройств ЭГД ионизаторов / Дис. канд.техн.наук, спец. 01.02.05. –К; -1977. -185 л., с рис., прил. /КИИГА./ список лит.: л. 174—184.

http://www.lib.nau.edu.ua/search/

## Досягнення
Визнані на міжнародному рівні експертів особисті порівняльні дослідження освітніх стандартів вищої освіти України та країн СНД і Європейського освітнього простору, а також авторські піонерські інноваційні алгоритми та розробки концептуальних організаційних і методологічних засад їх супроводження щодо: започаткування та впровадження національної системи стандартів вищої освіти в дусі євроінтеграції та на діяльнісній основі (як передумови компететнісної) з врахуванням вітчизняного досвіду професійної підготовки.

## Нагороди та відзнаки
Нагороджений Почесною грамотою Кабінету Міністрів України з врученням пам'ятного знака (№9662) за вагомий особистий внесок у забезпечення розвитку освіти, багаторічну сумлінну працю та високий професіоналізм (Постанова Кабінету Міністрів України від 25.11.2004 №1601;)
http://zakon3.rada.gov.ua/laws/show/1601-2004-%D0%BF

## Додаткові джерела
- Левківський К.М.Результати діяльності Володимира Петренка — національні надбання вищої освіти / К.М.Левківський, В.О.Кузнецов, В.О.Салов // Проблеми розробки галузевих стандартів вищої освіти нового покоління: наук.-метод. конф. (12–13 трав. 2011р., м. Дніпропетровськ): тез. доп. / М-во освіти і науки України, Нац. гірн. ун-т. − Д., 2011.— С. 24–25.

https://docviewer.yandex.ua/?url=http%3A%2F%2Fwww.nmu.org.ua%2Fua%2Fcontent%2Finfrastructure%2Fstructural_divisions%2Fscience_met_centr%2F%25D0%259A%25D0%25BE%25D0%25BD%25D1%2584%25D0%25B5%25D1%2580%25D0%25B5%25D0%25BD%25D1%2586%25D0%25B8%25D0%25B8%2Fproblemi%2520rozrobki%2520galuzevih%2520standartiv.pdf&name=problemi%20rozrobki%20galuzevih%20standartiv.pdf&lang=uk&c=56f5bb61ce76&page=24
- Сравнительные исследования образовательных стандартов высшего образования республики Беларусь, Российской федерации и Украины: Аналитический доклад / Под. Ред. В.И.Байденко.— М.: Исследовательский центр проблем качества подготовки специалистов, 2003.— С. 277

http://vo.ukraine.edu.ua/mod/page/view.php?id=12982
- Тенденции обновления систем и образовательных стандартов высшего образования государств-участников СНГ в контексте Болонского процесса [Текст] : итоговый аналит. доклад / В. И. Байденко [и др.] ; науч. ред. В. И. Байденко ; Федеральное агентство по образованию. Управление международного образования и сотрудничества, Исследовательский центр проблем качества подготовки специалистов Московского гос. ин-та стали и сплавов (технологического ун-та). Кафедра системных исследований образования. - М. : Исследовательский центр проблем качества подготовки специалистов, 2006. - 158 с. - (Формирование единого образовательного пространства СНГ) (Сотрудничество в области образования государств-участников СНГ). - Библиогр.: с. 150-152. - ISBN 5-7563-0292-1

http://www.irbis-nbuv.gov.ua/cgi-bin/irbis_nbuv/cgiirbis_64.exe?C21COM=S&I21DBN=EC&P21DBN=EC&S21FMT=fullwebr&S21ALL=%28%3C.%3EA%3D%D0%91%D0%90%D0%99%D0%94%D0%95%D0%9D%D0%9A%D0%9E$%3C.%3E%29&FT_REQUEST=&FT_PREFIX=&Z21ID=&S21STN=1&S21REF=10&S21CNR=20
http://www.irbis-nbuv.gov.ua/cgi-bin/irbis_nbuv/cgiirbis_64.exe?P21DBN=EC&I21DBN=EC_PRINT&S21FMT=fullw_print&C21COM=F&Z21MFN=372637